# Hotchkiss Artois
L'Hotchkiss Artois est une voiture de luxe produite entre 1948 et 1950 par le constructeur automobile français Hotchkiss. C'est une version mise à jour des 486 et 686 apparus dans les années 1930.
L'Artois est présentée au Salon de Paris en octobre 1948.
Il y avait un choix de deux moteurs, un quatre cylindres 2 312 cm3, avec un ou, au choix du client, deux carburateurs et un moteur six cylindres 3 485 cm3 avec une puissance maximale revendiquée de 72/75 ch à 100/125 ch.